# Peter van Dijk (PvdA)
Peter (P.H.) van Dijk (Assen, 17 juli 1955) is een Nederlands politicus. Namens de PvdA is hij lid van de Provinciale Staten van de provincie Limburg en daarnaast huisarts in Brunssum. Van Dijk was van 2012 tot 2016 lid van het landelijk partijbestuur van de PvdA en tevens gedeputeerde.

## Biografie
Na het afronden van het gymnasium in Assen studeerde Van Dijk geneeskunde aan de Rijksuniversiteit Groningen. Aan deze universiteit deed hij zijn eerste bestuurservaring op als studentenvertegenwoordiger in de Universiteitsraad en het College van Bestuur. In december 1985 kreeg hij een baan bij het stafbureau van het Maastrichtse ziekenhuis Sint Annadal. Hij werd de rechterhand van de medisch-directeur; eerst van Theo van der Kley, later van Jan Carpay. Van Dijk zat indertijd in diverse teams die de overgang voorbereidden voor de transformatie van ziekenhuis Sint Annadal naar het Academisch ziekenhuis Maastricht, het huidige azM. In 1994 begon hij aan de huisartsenopleiding en in 1997 startte hij als zelfstandig huisarts in Hoensbroek, momenteel in Brunssum. Hij is gehuwd en vader van drie kinderen.

## Politieke carrière
Peter van Dijk was een aantal jaren voorzitter van de PvdA in Heerlen. In 2003 werd hij namens die partij verkozen tot lid van Provinciale Staten in Limburg. Hij was lid van de Statencommissie Zorg en Welzijn en van 2005 tot juni 2012 fractievoorzitter van de PvdA in het Limburgs Parlement. Van 2012 tot februari 2016 was Van Dijk lid van het landelijk partijbestuur van de PvdA. Op 29 juni 2012 werd Van Dijk gedeputeerde van de provincie Limburg met de portefeuilles Jeugdzorg, Zorg en Welzijn, Vergunningen en Media.
In 2015 kwam Van Dijk in opspraak toen bleek dat hij gewoon was om zijn patiëntenbestand als huisarts te gebruiken voor campagnedoeleinden van zijn partij. Het College Bescherming Persoonsgegevens had kritiek en Artsenfederatie KNMG vond het zeer onwenselijk.
Sinds 2016 is hij wederom lid van de Provinciale Staten van Limburg.